# Homalotylus singularis
Homalotylus singularis är en stekelart som beskrevs av Hoffer 1963. Homalotylus singularis ingår i släktet Homalotylus och familjen sköldlussteklar.
Artens utbredningsområde är Tjeckien. Inga underarter finns listade i Catalogue of Life.